# أنخيل باييس
أنخيل باييس (بالإسبانية: Ángel País)‏ هو لاعب كرة قدم أوروغواياني في مركز الهجوم، ولد في 26 فبراير 1987 في مونتيفيديو في الأوروغواي. لعب مع Colegio Nacional Iquitos ‏.

## وصلات خارجية
- أنخيل باييس على موقع قاعدة بيانات كرة القدم.إي يو (الإنجليزية)
- أنخيل باييس على موقع Soccerway.com (الإنجليزية)